# Johannes Frederiksen
Johannes August Frederiksen (23. august 1881 i Astrup ved Hjørring – 17. december 1960) var en dansk arkitekt, broder til Anton Frederiksen, der også var arkitekt.

## Biografi
Johannes Frederiksen var en lang årrække ansat hos Hack Kampmann og fik sin væsentligste skoling her. Randers Statskole opførte han sammen med Christian Kampmann i årene 1918-1926, men bygningen blev i det væsentligste tegnet tegnet under Hack Kampmanns ledelse frem til denne død 1920. Skolen fremtræder i en enkel nyklassicistisk stil med atrium med dobbelte doriske søjler. Johannes Frederiksen boede og virkede hele sit liv i Århus og har her bygget en lang række etageejendomme, især i bydelen Trøjborg. De fleste er opført i røde sten, med brede vinduespartier og ofte med karnapper. Facadernes udformning spænder fra 1920rnes nyklassicisme til 1930rnes funktionalisme. Bebyggelsen Bartsgade, Trøjborgvej er et eksempel på det sidste, med pudsede, henholdsvis gul- og gråmalede karnapper, som understreger den horisontale opdeling og det enkle, kubiske udtryk. 

## Uddannelse og stillinger
Johannes Frederiksen startede i snedker- og tømrerlære 1895-1900. Han fik afgang fra Århus Tekniske Skole i 1903 med sølvmedalje. Straks herefter fik han ansættelse som tegner og senere som konduktør under bygningsinspektør Hack Kampmann. Fra 1913 drev han egen virksomhed, men dog ofte i samrarbejde med Hack Kampmann. Efter dennes død 1920 var Frederiksen fungerende bygningsinspektør i et år. Fra 1936 vuderingsmand i Århus. Johannes Frederiksen arbejde flere gange også sammen med sin tre år yngre broder Anton Frederiksen, der ligeledes var arkitekt.

## Værker
- Rønde Højskole (1908, udbygget 1919)
- Århus Domkirke – ombygning (1909)
- Katrinebjerg Ungdomshjem, Århus (1913-14, sammen med Anton Frederiksen)
- Villa på Emil Aarestrupsvej 4, Århus (1914)
- Missionshuset Ebenezer, Brammersgade 4, Århus (1918)
- Viborg Katedralskole (1920-26, sammen med Hack og Christian Kampmann, fredet)
- Dallerup Præstegård (1922-23)
- Jebjerg Kirke – ombygning (1923-24, sammen med Anton Frederiksen)
- Randers Statsskole (1923-25, sammen med Christian Kampmann, fredet)
- Villa på Høgevej 7, Århus (1949)
- Adskillige etageejendomme i Århus, bl.a. Trøjborgvej 50-52 (1914); Valdemarsgade 4 (1923); Herluf Trolles Gade 45-47 (1929); Søndre Ringgade 35-37 (1934); Bartsgade 4-10 og Trøjborgvej 76-78 (1937)